# Edward Whitechurch

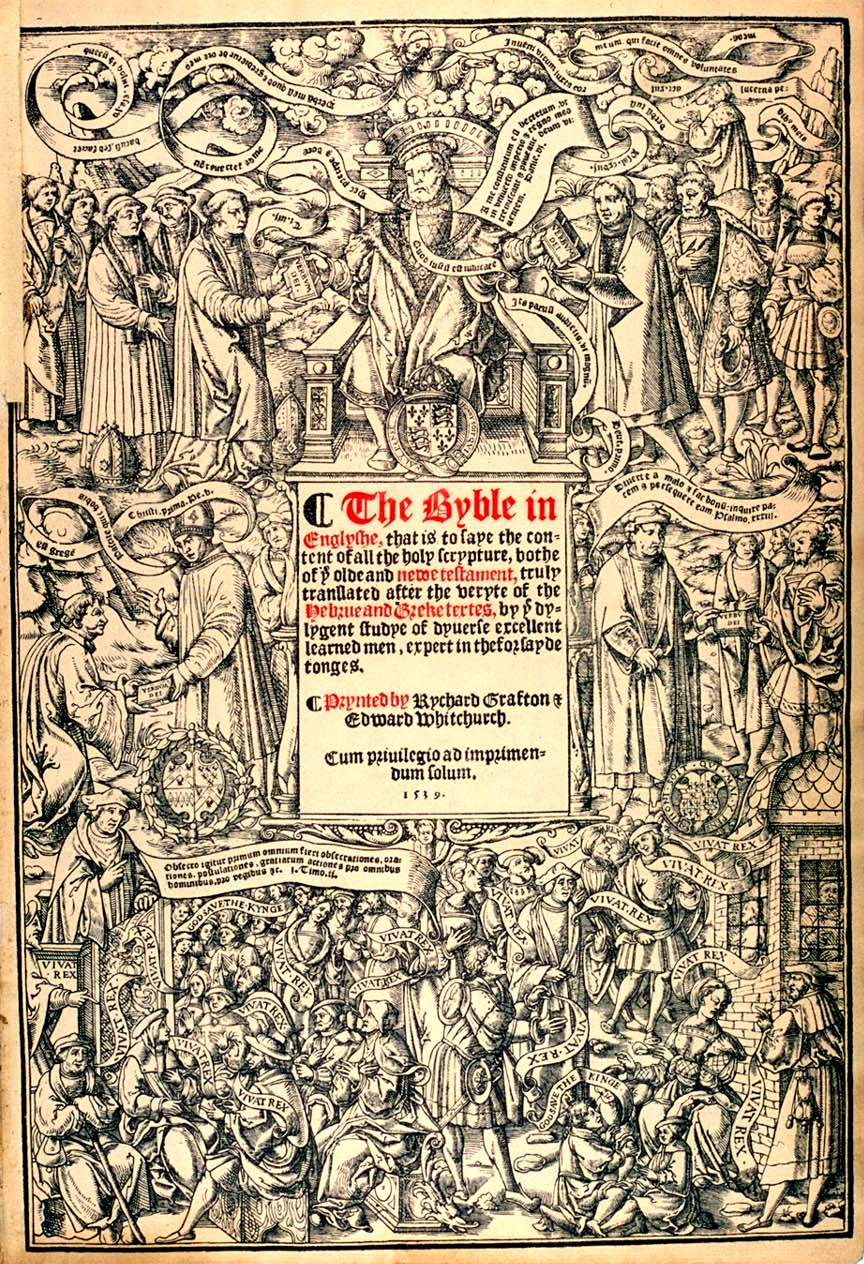
„Great Bible“ (1539)

Edward Whitechurch († 1562 in London) war ein englischer Kaufmann und Buchdrucker.
Whitechurch war ein Londoner Kaufmann und schloss sich 1536 mit Richard Grafton zusammen, mit dem er die „Coverdale´s Bibel“ und kurz danach die „Great Bible“ (1539) finanzierte. 1543 druckte er das erste Gebetbuch der Kirche von England. Whitechurch wurde als Protestant kurz von Heinrich VIII. in Haft genommen, doch konnte er dann auch noch unter Eduard VI. seine Zusammenarbeit mit Grafton fortsetzen.